# Oued Chaaba
Oued Chaaba (în arabă وادى الشعبة) este o comună din provincia Batna, Algeria.
Populația comunei este de 7.236 de locuitori (2008).